# Park im. Marii Konopnickiej w Bytomiu
Park im. Marii Konopnickiej – park w Bytomiu, położony na terenie dzielnicy Karb między ulicami Konstytucji i Świętej Elżbiety. W parku znajduje się tor saneczkowy. Teren zielony zmodernizowany został w roku 2017.